# ويتش فاير
ويتش فاير (بالإنجليزية: Witchfire)‏ هي لعبة تصويب منظور شخص أول قادمة، من المقرر أن تصدر اللعبة على مايكروسوفت ويندوز في الربع الرابع من عام 2022.